# Mouna Chebbah
Mouna Chebbah, (ur. 8 lipca 1982 w Al-Mahdijji) – tunezyjska piłkarka ręczna, reprezentantka kraju, rozgrywająca. Obecnie występuje w GuldBageren Ligaen.

## Sukcesy

### klubowe
- Mistrzostwa Danii:
  -  2012
  -  2011
- Puchar Danii:
  -  2011, 2012

## Nagrody indywidualne
- MVP sezonu 2008/09 w GuldBageren Ligaen.
- MVP sezonu 2009/10 w GuldBageren Ligaen.